# Gammelstilla-Bredmossen
Gammelstilla-Bredmossen är ett naturreservat i Hofors kommun och Sandvikens kommun i Gävleborgs län.
Området är naturskyddat sedan 1996 och är 167 hektar stort. Reservatet består av myrområde söder om sjön Övre Dammen som tillsammans bildar en värdefull fågellokal.